# Knäpp igen
Knäpp igen, som spelades 1992–1993, var en revy av Povel Ramel i produktion av Knäppupp AB. Namnet anspelade på att det var jämnt 40 år sedan den första Knäppuppen Akta huvet, och flera av revynumren var också pastischer och omarbetningar på tidiga Ramel-nummer.
Povel Ramel stod för all text och musik. För regin svarade Jackie Söderman, Anders Eljas var kapellmästare, Kicki Ilander stod för scenografi, Hans Marklund var koreograf, Christer Lindarw skapade kostymerna och Vicky von der Lancken var producent.
Knäpp igen hade premiär på Cirkus i Stockholm den 16 september 1992 och spelades där till den 29 maj 1993. Därefter spelades den i Lisebergshallen i Göteborg den 2 september–24 oktober 1993, och slutligen på Chat Noir i Oslo med något reducerad ensemble den 3 november–11 december 1993.

## Medverkande
Grynet Molvig, Wenche Myhre, Povel Ramel, Charlotte Strandberg, The Real Group (Anders Edenroth, Katarina Wilcziewski, Peder Karlsson, Anders Jalkéus och Margareta Jalkéus), Magnus Uggla och Johan Ulveson. Som gästartister framträdde Brita Borg, Gunwer Bergkvist och Martin Ljung.